# Museumwoning Tuindorp Oostzaan

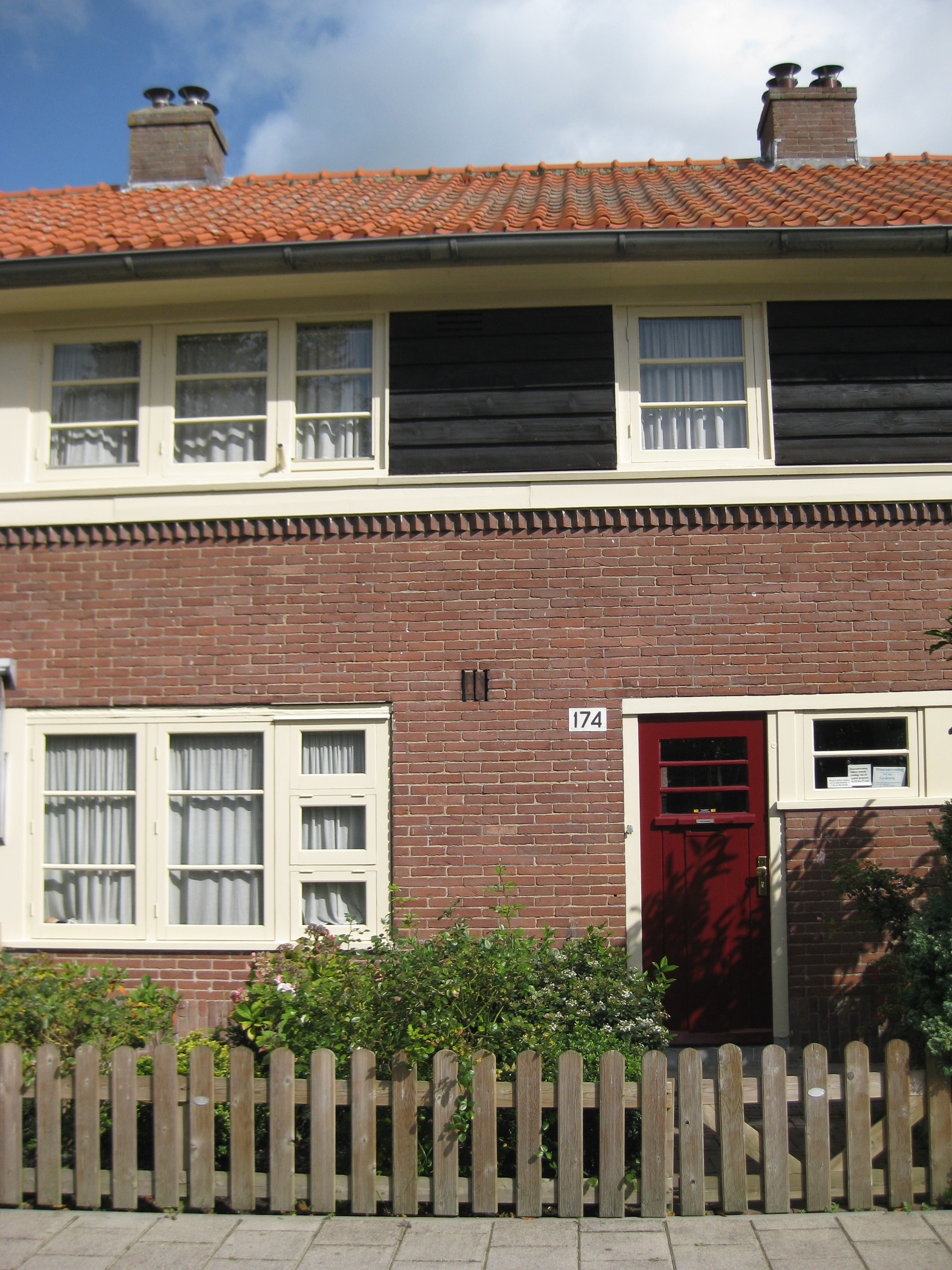
De Museumwoning

Museumwoning Tuindorp Oostzaan is een nog in oorspronkelijke staat zijnde woning uit 1922 aan de Meteorenweg 174 in Amsterdam-Noord, die sinds 2002 is opengesteld voor het publiek.
De Gemeentelijke Woningdienst Amsterdam bouwde in Tuindorp Oostzaan in die tijd ongeveer 1350 huizen als tijdelijk dorp voor de arbeiders van de scheepsbouwindustrie. Dit type woningen is ontworpen door de architecten B.T. Boeyinga en J.H. Mulder
Warm water, gas of een badkamer heeft deze woning nooit gehad. Zij is ingericht met meubels en huisraad uit de jaren 1920-1940. Woningcorporatie Ymere ontdekte bij een renovatie van de huizen toevallig dat de woning op nummer 174 nog helemaal in de oude staat verkeerde. Zij wilde de woning een jaar openstellen voor bezoekers. De Stichting H.A.T.O heeft de deelraad Amsterdam-Noord en Ymere ertoe kunnen bewegen de historische woning voor onbepaalde tijd tentoon te stellen. Er is een voorlichtingsruimte waar films kunnen worden getoond en lezingen gegeven over het leven in Tuindorp Oostzaan in vroeger tijden. De museumwoning is elke tweede zondag in de maand te bezichtigen.

## Stichting Historisch Archief Tuindorp Oostzaan
De Stichting H.A.T.O. beheert het museum. Deze stichting is opgericht in 1983 en heeft tot doel de kennis van geschiedenis en cultuur van Tuindorp Oostzaan in Amsterdam-Noord te behouden en te verspreiden. De Stichting bezit documentatie- en fotomateriaal van onder andere de watersnoodramp in januari 1960, waarbij het hele tuindorp onder water kwam te staan als gevolg van een dijkdoorbraak ter hoogte van Zijkanaal H van het Noordzeekanaal. Hierdoor werden 15.000 inwoners uit hun huizen verdreven. Ander historisch materiaal betreft de teloorgang van de scheepsbouw in Amsterdam-Noord. De stichting verzorgt lezingen en organiseert wandelingen door het tuindorp.